# 김정기 (1912년)
김정기(金正基, 1912년 8월 16일 ~ 1982년 6월 5일)는 대한민국의 관료 출신 정치인이다. 경상남도의원과 제4대 국회의원을 역임했다. 

## 역대 선거 결과
|  | 37.50% |

|  | 16.17% |